# فيرا نزاريان
فيرا نزاريان (بالإنجليزية: Vera Nazarian)‏ (25 مايو 1966، موسكو في روسيا)؛ روائية أمريكية.